# 飯田峠
飯田峠（いいだとうげ）は、長野県飯田市にある標高1,235mの峠。

## 概要
飯田市から木曽郡南木曽町へ抜ける最短経路である大平街道（長野県道8号飯田南木曽線）に二つある峠のうちの一つで、飯田側にある峠である。
峠から西へ下ればかつて栄えた宿場町・大平宿がある。なお、冬季は閉鎖され通行できない。